# 루즈창
루즈창(중국어: 盧志强 Lú Zhìqiáng[*], 1952년 ~ )은 중국의 기업인으로, 판하이 그룹의 설립자이며 현 회장이다.
그는 산둥성 웨이하이 출신으로, 명문으로 통하는 푸단 대학에서 경제학 석사를 수료했다.1971년 11월부터 1985년 7월까지 산둥웨이팡디젤 공장의 기술자로 시작해 기술개발센터 판공실 부주임까지 올랐다. 이후 회사에서 나오게 되었는데, 교육 사업을 좀 하다가 부동산 업계에 뛰어들었다. 7억 위안 상당의 자본으로 현재의 산둥판하이 그룹을 설립한다.
후룬리포트에서 조사한 순위에 따르면 그의 재산은 130억 달러로 중국 내 8위에 올랐다.